# Інша Земля
«Інша Земля» (англ. Another Earth) — американська науково-фантастична драма 2011 року, повнометражний режисерський дебют Майка Кегілла. Світова прем'єра стрічки відбулася 24 січня 2011 року на кінофестивалі «Санденс».

## Сюжет
Рода Вільямс, талановита 17-річна дівчина, цікавиться астрономією. Дізнавшись, що її прийняли до Массачусетського технологічного інституту, Рода святкує з друзями. Потім, п'яна, вона їде додому, слухаючи по радіо про нещодавно відкриту планету, схожу на Землю. Її авто потрапляє в аварію, в результаті чого водій іншого авто, Джон Берроуз, впадає в кому, а його вагітна дружина та малий син гинуть. Рода відбуває 4 роки ув'язнення та стає прибиральницею у своїй колишній середній школі. Її не покидає почуття провини за аварію.
Одного разу Рода бачить оголошення про набір підприємцем-мільйонером охочих у політ на Землю-2. Для отримання місця в космічному кораблі потрібно перемогти в конкурсі есе. Рода вирішує спробувати.
Блукаючи пляжем, Рода помічає як видужалий Джон лишає іграшку на місці аварії. Вона відвідує його будинок, маючи намір вибачитися. Коли він відчиняє двері, Рода вагається і каже, що працює в клінінговій службі, пропонуючи безкоштовне прибирання як рекламу. Джон не знає хто така Рода, і дозволяє їй прибирати будинок. Коли вона закінчує, Джон просить її повернутися наступного тижня. З часом між ними виникають турботливі стосунки, і вони закохуються.
У конкурсі есе Рода перемагає і обирається першою для польоту на Землю-2. Джон просить її не їхати, вважаючи, що у них може бути спільне майбутнє. Вона вирішує розповісти йому правду про те, що це вона винна в аварії. Джон розслідує біографію Роди й переконується, що вона збрехала йому про свою роботу. Засмучений, він виганяє Роду зі свого будинку.
Пізніше Рода дивиться виступ по телевізору астрофізика, який припускає, що Земля-2 - це копія Землі, але в момент її виявлення послідовність подій там могла піти інакше. Рода поспішає назад до будинку Джона, щоб сказати йому, що на іншій Землі його дружина й діти можуть бути живі. Але він відмовляється її впустити. Рода вривається до будинку, Джон починає її душити, але оговтується і Рода лишає йому свій квиток на політ.
З часом Рода дізнається, що Джон скористався квитком і полетів на Землю-2. Чотири місяці по тому Рода підходить до свого будинку, та зустрічає свою копію з Землі-2.

## У ролях
- Бріт Мерлінґ — Рода Вільямс
- Вільям Мейпотер — Джон Берроуз
- Метью-Лі Ерлбек — Алекс
- Джордан Бейкер — Кім Вільямс
- Робін Лорд Тейлор — Джефф Вільямс
- Флінт Бевередж — Роберт Вільямс
- Кумар Паллана — Пердіп
- Річард Берендзен — оповідач

## Виробництво
Ідея фільму «Інша Земля» вперше виникла у роздумах режисера Майка Кегілла та акторки Бріт Марлінг про те, що було б, якби людина зустрілася з собою. Щоб дослідити цю можливість у великому масштабі, вони розробили концепцію дубліката Землі. Візуальне зображення Землі-2 було навмисно створено, щоб уявити Місяць, оскільки Кегілл був дуже натхненний висадкою «Аполлона-11» на супутник нашої планети у 1969 році. Також деякі деталі «Іншої Землі» схожі на британський науково-фантастичний фільм «Двійник» 1969 року.
Фільм знятий у Нью-Гейвені, штат Коннектикут, у рідному місті Майка Кегілла. Окремі сцени знімалися вздовж берегової лінії Вест-Гейвена, у середній школі Вест-Гейвена та на станції Union Station. Тому режисер зміг скористатися послугами місцевих друзів і родини, таким чином зменшивши витрати. Будинок його дитинства використовувався як будинок Роди, його спальня — як кімната головної героїні. Місце автокатастрофи зняти вдалося завдяки допомозі місцевого офіцера поліції, з яким Кегілл був знайомий. Офіцер пізно ввечері перегородив частину шосе. Сцена ж, в якій Рода залишає в'язницю, знята, коли Марлінг відвідувала справжню в'язницю, видаючи себе за інструктора йоги.
За словами Бріт Марлінг, вона звернулася до Вільяма Мейпотера, щоб той зіграв Джона, після того, як її «переслідувала» його гра у фільмі У спальні (2001). Мейпотер погодився працювати над проектом всього за 100 доларів на день. Коли ж його запитали, чому він погодився приєднатися до акторського складу, бо незалежні фільми «сумно відомі своїми касовими зборами та відгуками критиків», Мейпотер відповів, що його привабили тематика та імена, задіяні в проекті. За наполяганням Мейпотера, він і продюсерська команда багато працювали над сценами Джона і Роди, щоб краще розвинути персонажа у фільмі.

## Музика
Музичну партитуру створив музичний гурт Fall on Your Sword, за винятком пісні, яка звучить у сцені з музичною пилкою. Останню написав Скотт Мансон, виконала — Наталія Паруз. Майк Кегілл зустрів Паруз, також відому як «Жінка-пила», коли їхав у метро Нью-Йорка. Зачарований її грою, він отримав контактну інформацію та домовився з нею про тренування Вільяма Мейпотера, як триматися та поводитися так, ніби той дійсно грає на пилці для сцени у фільмі.

## Реліз
Світова прем’єра «Іншої Землі» відбулася на 27-му кінофестивалі «Санденс» у січні 2011 року. Фільм показаний у драматичному конкурсі. Журнал Variety з цього приводу повідомляв: «[Цей проект] був визнаний одним із найбільш високо оцінених на фестивалі, оскільки викликав овації після перегляду та позитивні відгуки від покупців та відвідувачів». Дистриб'ютор Fox Searchlight Pictures виграв права на розповсюдження фільму в угоді на суму від 1,5 до 2 мільйонів доларів США, випередивши інших дистриб'юторів, зокрема Focus Features і The Weinstein Company.

## Сприйняття
На сайті Rotten Tomatoes фільм «Інша Земля» має рейтинг 66 % схвалення та середню оцінку 6,3/10. Критична думка така: «„Інша Земля“ часто обтяжена спокійним темпом та вагомістю, але ця прониклива наукова фантастика, тим не менш, пропонує безліч глибоких ідей для роздумів».

## Нагороди
Загалом стрічка отримала 3 нагороди, зокрема:
- Кінофестиваль «Санденс» (2011)
  - Спеціальний приз журі драматичному фільму
  - Приз за художній фільм імені Альфреда П. Слоуна
- Кінофестиваль у Мауї (2011)
  - Приз глядацьких симпатій за фільм-оповідь[12]

## Номінації
Загалом стрічка отримала 2 номінації, зокрема:
- Кінофестиваль «Санденс» (2011)
  - Ґран-прі журі за драматичний фільм
- Нагороди «Ґотем» (2011)
  - Премія за режисерський прорив (Майк Кегілл)[13]